# Brachyphaea vulpina
Brachyphaea vulpina là một loài nhện trong họ Corinnidae.
Loài này thuộc chi Brachyphaea. Brachyphaea vulpina được Eugène Simon miêu tả năm 1896.